# モネル
モネル（英: Monel）、またはモネル合金は、主にニッケル (Ni) と銅 (Cu) からなる合金である。1905年、当時のインターナショナル・ニッケル・カンパニー (INCO) 社の鉱山技師長の職にあったロバート・クルックス・スタンレーにより発明され 、INCO 社の初代社長、アンブローズ・モネルにより名付けられた。

## 概要
モネルは高ニッケル合金の一種で、超合金の一族をなす。販売元のスペシャルメタル社では モネル400、モネルR-405、モネルK-500の3種類のモネル合金を2025年現在、カタログに載せており、63 %以上のニッケルと約30 %の銅、その他不純物として微量の炭素、マンガン、鉄、硫黄、ケイ素などを含有する。日本産業規格においても一部相当品を定めている。
モネルはニッケルによる不動態化と銅のイオン化傾向の低さを兼ね備えたことから耐食性に優れ、かつニッケルに備わった耐熱性にも優れている。とりわけ硫化水素・塩化水素・水蒸気の満ちた過酷な環境下で使用される製油所の常圧蒸留装置や、高オクタン価ガソリンの製造のため触媒として硫酸やフッ化水素を作用させるアルキレーション装置の反応容器および配管にはなくてはならない金属材料であった。また海水に対する耐食性に優れることから石油化学プラントにおける海水クーラー（熱交換器）やポンプ・バルブならびに配管にも用いられる。
モネル400 (Ni65-Cu33-Fe2)、Rモネル (Monel R-405。硫黄を 0.060 % まで残留させたもの。 通称、快削モネル）の他には、航空機用非磁性部品用途の Kモネル (Ni66-Cu29-Al3)、鋳物に使う Sモネル (Ni63-Cu30-Si4)・Hモネル (Ni63-Cu30-Si3) などもあり、それぞれ利用される。
またモネルには楽器や眼鏡フレームとしての用途もある。金管楽器のピストンバルブがその代表例である。
ただし、銅とニッケルの鉱石をともに転炉に入れて製造するという、銅とニッケルとを別々に精錬するよりも低廉な製法とはいえ、もともと高価なニッケルの割合が大きいこと（ニッケルは重要な戦略物資でもある）、溶接加工性・機械加工性ともに悪いことから部品としての価格は高くなりがちである。そしてモネルでできた部品が寿命に達してもニッケル素材としての価値は高いため、比較的高値でリサイクルされる。